# 天然产物

紫杉醇（Taxol）是衍生自紫杉树的天然产物。

天然产物（英語：Natural product）是在自然界中由活生物产生的那些通常具有药理学或生物学活性的化学物质，可被用于药学上的药物研发与药物设计；而天然产物化学是运用现代化科学理论与方法研究天然药物中化学成分的一门学科。其研究内容包括各类天然药物的化学成分（主要是生理活性成分或药效成分）的结构特点、物理化学性质、提取分离方法以及主要类型化学成分的结构鉴定与生物合成途径等。
在有机化学领域，天然产物的定义通常限于从初级代谢的或次级代谢的途径产生的天然来源分离的纯化的有机化合物。在药物化学领域，定义往往进一步局限于次级代谢产物。次级代谢产物不是生存必需品，而是为生物提供了演化的优势。许多次级代谢产物是细胞毒性的，并且通过进化已经被选择和被优化，用作对抗猎物，捕食者和竞争生物的“化学战争”药剂。
天然产物有时具有治疗疾病的传统药物的治疗效果，产生作为药物发现的先导化合物的活性成分的知识。虽然天然产品启发了许多美国食品和药物管理局批准的药物，但天然来源的药物开发已经受到制药公司的减低的关注，部分原因是获取和供应的不可靠，知识产权问题，组成的季节性或环境变异性，以及由于灭绝率上升而失去来源。

## 参阅
- 訴諸自然
- 民族植物學
- 生药学
- 草藥醫學
- 次级代谢产物